# Superblood Wolfmoon
«Superblood Wolfmoon» (укр. Кривавий вовчий супермісяць) — пісня американського рок-гурту Pearl Jam, другий сингл з альбому Gigaton (2020).

## Історія створення
Назва пісні є відсиланням до рідкого природного явища — так званого «кривавого вовчого супермісяця», коли повний місяць максимально наближується до Землі та набуває «кривавого», точніше темно-червоного відтінку. 21 січня 2019 року воно було поєднано із повним місячним затемненням.
В пісні співається про стосунки між чоловіком та жінкою, які пішли не найкращим чином, і «кривавий вовчий супермісяць забрав її занадто швидко». Попри це, головний герой пісні бачить кохану навіть коли заплющує очі. На відміну від сумного тексту, музика пісні є доволі життєрадісною.

## Вихід пісні
«Superblood Wolfmoon» стала другим синглом з альбому Gigaton після «Dance of the Clairvoyants». 13 лютого 2020 року фрагмент пісні з'явився у мобільному додатку, де за допомогою доповненої реальності можна було навести телефон на місяць та побачити незвичайні анімації. 18 лютого сингл було офіційно опубліковано, а наступного дня вийшов відеокліп, знятий Кітом Россом. В хіт-параді Billboard Mainstream Rock він піднявся на четверту сходинку.
Через пандемію COVID-19 запланований на 2020 рік концертний тур Pearl Jam було скасовано. В липні 2020 року «Superblood Wolfmoon» було використано в промо-відео нового сезону MLB. Концертний дебют пісні відбувся лише 18 вересня 2021 року на фестивалі в Нью-Джерсі.

## Місця в чартах
| Хіт-парад Billboard            | Найвища позиція |
| ------------------------------ | --------------- |
| Alternative Digital Song Sales | 20              |
| Canada Rock                    | 8               |
| Hard Rock Digital Song Sales   | 5               |
| Hot Hard Rock Songs            | 19              |
| Hot Rock & Alternative Songs   | 17              |
| Hot Rock Songs                 | 17              |
| Mainstream Rock Airplay        | 4               |
| Rock & Alternative Airplay     | 18              |
| Rock Digital Song Sales        | 14              |
| Станом на 16.08.2022           |                 |